# Liste der Monuments historiques in Cluny
Die Liste der Monuments historiques in Cluny führt die Monuments historiques in der französischen Stadt Cluny auf.

## Liste der Bauwerke
| Bezeichnung                                                          | Beschreibung | Standort                           | Kennzeichnung | Schutzstatus   | Datum     | Bild |
| -------------------------------------------------------------------- | ------------ | ---------------------------------- | ------------- | -------------- | --------- | ---- |
| Abtei Cluny                                                          |              | rue du 11-Août (Lage)              | PA00113220    | Classé         | 1862      |      |
| ehemalige Kapelle Saint-Odilon                                       |              | rue du 19-mars-1962 (Lage)         | PA71000001    | Inscrit        | 1996      |      |
| Wegekreuz                                                            |              | 18 avenue Charles de Gaulle (Lage) | PA00113221    | Inscrit        | 1988      |      |
| Kirche Notre-Dame                                                    |              | place Notre-Dame (Lage)            | PA00113222    | Classé         | 1862      |      |
| Kirche Saint-Marcel                                                  |              | 18 rue Prud’hon (Lage)             | PA00113223    | Classé Inscrit | 1912 1993 |      |
| Bauernhof Saint-Odile                                                |              | bei der Porte Saint-Odile (Lage)   | PA00113224    | Inscrit        | 1929      |      |
| Brunnen                                                              |              | rue d’Avril (Lage)                 | PA00113225    | Inscrit        | 1941      |      |
| Fontaine des Serpents                                                |              | rue Mercière (Lage)                | PA00113226    | Inscrit        | 1946      |      |
| Stadtbefestigung: Tour Mayeul Porte Saint-Mayeul - Porte Saint-Odile |              | (Lage)                             | PA00113227    | Classé         | 1918      |      |
| ehemaliges Hôtel-Dieu                                                |              | 13 place de l’Hôpital (Lage)       | PA00113229    | Inscrit Classé | 2001 2002 |      |
| Hôtel des Monnaies                                                   |              | 6 rue d’Avril (Lage)               | PA00113228    | Classé         | 1958      |      |
| Gebäude                                                              |              | 24 rue d’Avril (Lage)              | PA00113230    | Inscrit        | 1941      |      |
| Gebäude                                                              |              | 38 rue de la Chanaise (Lage)       | PA00113231    | Inscrit        | 1941      |      |
| Gebäude                                                              |              | 11 rue du Merle (Lage)             | PA00113233    | Inscrit        | 1941      |      |
| Gebäude                                                              |              | 5 rue du Fresne (Lage)             | PA00113234    | Inscrit        | 1941      |      |
| Gebäude                                                              |              | 23 rue de la République (Lage)     | PA00113235    | Inscrit        | 1941      |      |
| Gebäude                                                              |              | 9 rue Saint-Mayeul (Lage)          | PA00113236    | Inscrit        | 1941      |      |
| Haus                                                                 |              | 3 rue de la Barre (Lage)           | PA71000021    | Inscrit        | 2001      |      |
| Maison des Griffons                                                  |              | 8 rue de la Barre (Lage)           | PA00113241    | Classé Inscrit | 1931 2001 |      |
| Haus                                                                 |              | 9 rue du Merle (Lage)              | PA00113232    | Inscrit        | 1941      |      |
| Maison des Échevins                                                  |              | 22 rue de la Barre (Lage)          | PA71000022    | Inscrit        | 2001      |      |
| Maison du Pontet                                                     |              | 23 rue Filaterie (Lage)            | PA71000030    | Inscrit        | 2001      |      |
| romanisches Haus                                                     |              | 25 rue de la République (Lage)     | PA00113243    | Classé         | 1912      |      |
| romanisches Haus                                                     |              | 4 rue Joséphine-Desbois (Lage)     | PA00113239    | Classé         | 1926      |      |
| romanisches Haus                                                     |              | 15 rue Lamartine (Lage)            | PA00113240    | Classé         | 1927      |      |
| romanisches Haus                                                     |              | 12 rue d’Avril (Lage)              | PA00113238    | Classé         | 1918      |      |
| romanisches Haus                                                     |              | 15 rue d’Avril (Lage)              | PA00113237    | Classé Inscrit | 1913 2001 |      |
| Haus                                                                 |              | 4 petite-rue-Lamartine (Lage)      | PA00113242    | Inscrit        | 1946      |      |
| Reste des ehemaligen Priorats Saint-Mayeul                           |              | bei der Porte Saint-Mayeul (Lage)  | PA00113244    | Inscrit        | 1946      |      |